# Liste der Stolpersteine in Würzburg-Frauenland

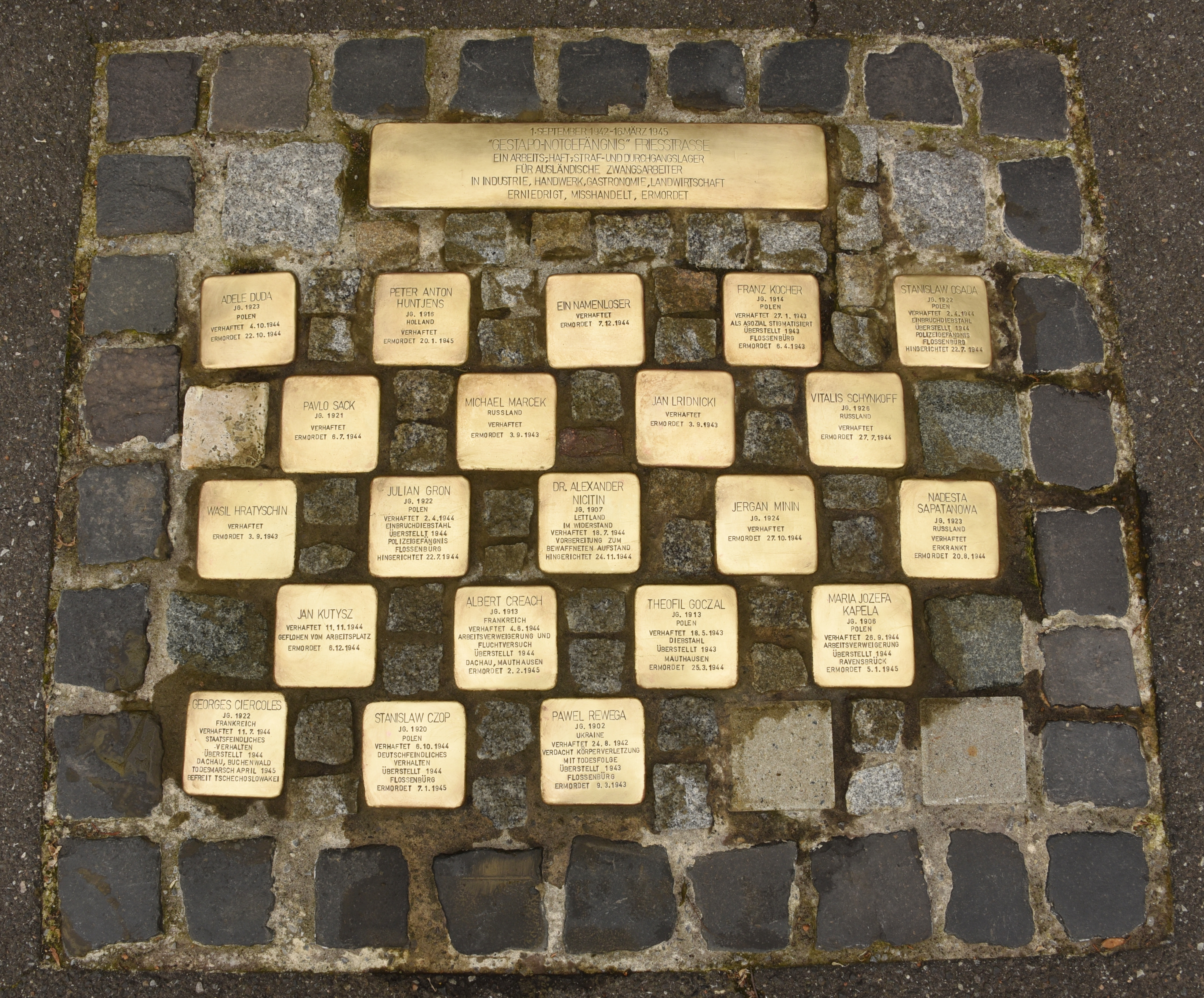
Stolpersteine für Zwangsarbeiter

Die Liste der Stolpersteine in Würzburg-Frauenland enthält alle Stolpersteine, die im Rahmen des gleichnamigen Projekts von Gunter Demnig in Frauenland, einem Stadtbezirk Würzburgs. Mit Stolpersteinen soll an Opfer des Nationalsozialismus erinnert werden, die hier lebten und wirkten.

## Verlegte Stolpersteine
Im Stadtbezirk Frauenland wurden 38 Stolpersteine und eine Stolperschwelle verlegt. Diese finden sich in den Stadtteilen Frauenland und Mönchberg. Bislang keine Verlegungen im Stadtteil Keesburg.

### Frauenland
Im Stadtteil Frauenland wurden neun Stolpersteine an fünf Adressen verlegt sowie eine Stolperschwelle und 21 Stolpersteine vor der Franz-Oberthür-Schule.
| Stolperstein | Inschrift | Verlegeort           | Name, Leben                                                  |
| ------------ | --- | -------------------- | ------------------------------------------------------------ |
|              | HIER WOHNTE VICTOR HEINRICH JG. 1895 VERHAFTET 20.6.1938 'JUNI-AKTION' SACHSENHAUSEN DACHAU ERMORDET 11.1.1941 | Sanderrothstraße 15  | Victor Heinrich (1895–1941) Biografie                        |
|              | HIER WOHNTE ELLA SICHEL JG. 1876 DEPORTIERT 1942 THERESIENSTADT ERMORDET 7.3.1943                              | Hofmeierstraße 9 ·   | Ella Sichel (1876–1943) Biografie                            |
|              | HIER WOHNTE JAKOB SICHEL JG. 1875 DEPORTIERT 1942 THERESIENSTADT ERMORDET 23.1.1943                            | Hofmeierstraße 9 ·   | Jakob Sichel (1875–1943) Biografie                           |
|              | HIER WOHNTE SOFIE SICHEL GEB. SELIGMANN JG. 1852 DEPORTIERT 1942 THERESIENSTADT ERMORDET 5.12.1942             | Hofmeierstraße 9 ·   | Sofie Sichel (1852–1942) Biografie                           |
|              | HIER WOHNTE ANNA SILBERMANN GEB. BILLIGHEIMER JG. 1877 DEPORTIERT 1942 THERESIENSTADT ERMORDET 26.9.1942       | Keesburgstraße 23    | Anna Silbermann, geborene Billigheimer (1877–1942) Biografie |
|              | HIER ARBEITETE SELIG STEINHÄUSER JG. 1884 DEPORTIERT 1943 ERMORDET IN AUSCHWITZ                                | Sandbergerstraße 1 · | Selig Steinhäuser (1884–1943) Biografie                      |
|              | HIER WOHNTE ELISABETH WEINBERGER JG. 1936 DEPORTIERT 1943 AUSCHWITZ ERMORDET 30.6.1943                         | Keesburgstraße 20 ·  | Elisabeth Weinberger (1936–1943) Biografie                   |
|              | HIER WOHNTE MICHAEL WEINBERGER JG. 1931 DEPORTIERT 1943 AUSCHWITZ ERMORDET 30.6.1943                           | Keesburgstraße 20 ·  | Michael Weinberger (1931–1943) Biografie                     |
|              | HIER WOHNTE RUTH WEINBERGER GEB. JACOBSOHN JG. 1900 DEPORTIERT 1943 AUSCHWITZ ERMORDET 30.6.1943               | Keesburgstraße 20 ·  | Ruth Weinberger (1900–1943) Biografie                        |

Vor der Franz-Oberthür-Schule
In der Friesstraße, vor der Franz-Oberthür-Schule, benannt nach dem katholischen Theologen Franz Oberthür (1745–1831), wurden eine Stolperschwelle und 21 Stolpersteine verlegt. Die Steine sind Zwangsarbeitern gewidmet, die an dieser Stelle in einem sogenannten Notgefängnis der Geheimen Staatspolizei (Gestapo) inhaftiert waren. Die Haftanstalt bestand vom 1. September 1942 bis 16. März 1945 und wurde vom NS-Regime auch als Arbeits-, Haft-, Straf- und Durchgangslager genutzt. Die Mehrzahl der Gefangenen stammte aus Polen und Osteuropa, es waren aber auch Menschen anderer Nationalitäten dort inhaftiert, beispielsweise Italiener, Niederländer, Belgier und Franzosen. Es fanden dort auch Exekutionen statt. Krankheiten, Mangelernährung und unmenschliche Lebensbedingungen forderten zahlreiche Todesopfer.
| Stolperschwelle vor der Franz-Oberthür-Schule, Würzburg |
| |
| 1. SEPTEMBER 1942-16. MÄRZ 1945 "GESTAPO-NOTGEFÄNGNIS" FRIESSTRASSE EIN ARBEITS-, HAFT-, STRAF- UND DURCHGANGSLAGER FÜR AUSLÄNDISCHE ZWANGSARBEITER IN INDUSTRIE, HANDWERK, GASTRONOMIE, LANDWIRTSCHAFT ERNIEDRIGT, MISSHANDELT, ERMORDET |
| Friesstraße bzw. Zwerchgraben 2 · |

| Stolperstein | Inschrift | Verlegeort     | Name, Leben                                          |
| ------------ | --- | -------------- | ---------------------------------------------------- |
|              | GEORGES CIERCOLES JG. 1922 FRANKREICH VERHAFTET 11.7.1944 STAATSFEINDLICHES VERHALTEN ÜBERSTELLT 1944 DACHAU, BUCHENWALD TODESMARSCH APRIL 1945 BEFREIT TSCHECHOSLOWAKEI | Zwerchgraben 2 | Georges Ciercoles (1922–2010) Biografie              |
|              | ALBERT CREACH JG. 1913 FRANKREICH VERHAFTET 4.6.1944 ARBEITSVERWEIGERUNG UND FLUCHTVERSUCH ÜBERSTELLT 1944 DACHAU, MAUTHAUSEN ERMORDET 2.2.1945                          | Zwerchgraben 2 | Albert Creach (1913–1945) Biografie                  |
|              | STANISLAW CZOP JG. 1920 POLEN VERHAFTET 6.10.1944 DEUTSCHFEINDLICHES VERHALTEN ÜBERSTELLT 1944 FLOSSENBÜRG ERMORDET 7.1.1945                                             | Zwerchgraben 2 | Stanislaw Czop (1920–1945) Biografie                 |
|              | ADELE DUDA JG. 1920 POLEN VERHAFTET 4.10.1944 ERMORDET 22.10.1944 | Zwerchgraben 2 | Adele Duda auch Adela (1923–1944) Biografie          |
|              | THEOFIL GOCZAL JG. 1913 POLEN VERHAFTET 18.5.1943 DIEBSTAHL ÜBERSTELLT 1943 MAUTHAUSEN ERMORDET 25.3.1944                                                                | Zwerchgraben 2 | Theofil Goczal (1913–1944) Biografie                 |
|              | JULIAN GRON JG. 1922 POLEN VERHAFTET 2.4.1944 EINBRUCHDIEBSTAHL ÜBERSTELLT 1944 POLIZEIGEFÄNGNIS FLOSSENBÜRG HINGERICHTET 22.7.1944                                      | Zwerchgraben 2 | Julian Gron (1922–1944) Biografie                    |
|              | WASIL HRATYSCHIN VERHAFTET ERMORDET 3.9.1943 | Zwerchgraben 2 | Wasil Hratyschin (?–1943) Biografie                  |
|              | PETER ANTON HUNTJENS JG. 1916 HOLLAND VERHAFTET ERMORDET 20.1.1945 | Zwerchgraben 2 | Peter Anton Huntjens (1916–1945) Biografie           |
|              | MARIA JOZEFA KAPELA JG. 1906 POLEN VERHAFTET 26.9.1944 ARBEITSVERWEIGERUNG ÜBERSTELLT 1944 RAVENSBRÜCK ERMORDET 5.1.1945                                                 | Zwerchgraben 2 | Maria Jozefa Kapela (1906–1945) Biografie            |
|              | FRANZ KOCHER JG. 1914 POLEN VERHAFTET 27.1.1943 ALS ASOZIAL STIGMATISIERT ÜBERSTELLT 1943 FLOSSENBÜRG ERMORDET 6.4.1943                                                  | Zwerchgraben 2 | Franz Kocher (1914–1943) Biografie                   |
|              | JAN KUTYSZ VERHAFTET 11.11.1944 GEFLOHEN VOM ARBEITSPLATZ ERMORDET 6.12.1944                                                                                             | Zwerchgraben 2 | Jan Kutysz (?–1944) Biografie                        |
|              | HIER WOHNTE JAN LRIDNICKI VERHAFTET ERMORDET 3.9.1943 | Zwerchgraben 2 | Jan Lridnicki (?–1943) Biografie                     |
|              | MICHAEL MARCEK RUSSLAND VERHAFTET ERMORDET 3.9.1943 | Zwerchgraben 2 | Michael Marcek (?–1943) Biografie                    |
|              | JERGAN MININ JG. 1924 VERHAFTET ERMORDET 27.10.1944 | Zwerchgraben 2 | Jergan Minin (1924–1944) Biografie                   |
|              | EIN NAMENLOSER VERHAFTET ERMORDET 7.12.1944 | Zwerchgraben 2 | Ein Namenloser (?–1944) Biografie                    |
|              | DR. ALEXANDER NICITIN JG. 1907 LETTLAND IM WIDERSTAND VERHAFTET 18.7.1944 VORBEREITUNG ZUM BEWAFFNETEN WIDERSTAND HINGERICHTET 24.11.1944                                | Zwerchgraben 2 | Alexander Romanowitsch Nicitin (1913–1945) Biografie |
|              | STANISLAW OSADA JG. 1922 POLEN VERHAFTET 2.4.1944 EINBRUCHDIEBSTAHL ÜBERSTELLT 1944 POLIZEIGEFÄNGNIS FLOSSENBÜRG HINGERICHTET 22.7.1944                                  | Zwerchgraben 2 | Stanislaw Osada (1922–1944) Biografie                |
|              | PAWEL REWEGA JG. 1902 UKRAINE VERHAFTET 24.8.1942 VERDACHT KÖRPERVERLETZUNG MIT TODESFOLGE ÜBERSTELLT 1943 FLOSSENBÜRG ERMORDET 9.3.1943                                 | Zwerchgraben 2 | Pawel Rewega (1902–1943) Biografie                   |
|              | PAVLO SACK JG. 1921 VERHAFTET ERMORDET 6.7.1944 | Zwerchgraben 2 | Pavlo Sack (1921–1944) Biografie                     |
|              | NADESTA SAPATANOWA JG. 1923 RUSSLAND VERHAFTET ERKRANKT ERMORDET 20.8.1944                                                                                               | Zwerchgraben 2 | Nadesta Sapatanowa (1923–1944) Biografie             |
|              | VITALIS SCHYNKOFF JG. 1926 RUSSLAND VERHAFTET ERMORDET 27.7.1944 | Zwerchgraben 2 | Vitalis Schynkoff (1926–1944) Biografie              |

### Mönchberg
Im Stadtteil Mönchberg wurden acht Stolpersteine auf vier Adressen verlegt.
| Stolperstein | Inschrift | Verlegeort                   | Name, Leben |
| ------------ | --- | ---------------------------- | --- |
|              | HIER WOHNTE ANNEMARIE EHRENBACHER JG. 1922 DEPORTIERT 1943 ERMORDET IN AUSCHWITZ                                                  | Max-Reger-Straße 10 Standort | Annemarie Ehrenbacher (1922–1943/45) Biografie |
|              | HIER WOHNTE ELSE EHRENBACHER GEB. SELIG JG. 1892 DEPORTIERT 1943 ERMORDET IN AUSCHWITZ                                            | Max-Reger-Straße 10 Standort | Else Ehrenbacher (1892–1943/45) Biografie |
|              | HIER WOHNTE HANS-HEINZ EHRENBACHER JG. 1925 FLUCHT 1939 HOLLAND DEPORTIERT 1942 AUSCHWITZ ERMORDET 30.9.1942                      | Max-Reger-Straße 10 Standort | Hans-Heinz Ehrenbacher (1925–1942) Biografie |
|              | HIER WOHNTE GEORG HÄBERLEIN JG. 1895 SEIT 1927 MEHRERE HEILANSTALTEN 'VERLEGT' 4.7.1941 HARTHEIM/LINZ ERMORDET 4.7.1941 AKTION T4 | Heimgartenweg 18 ⊙           | Georg Häberlein (1895–1941) Biografie |
|              | HIER WOHNTE FRANZISKA LONNERSTÄDTER GEB. VOGEL JG. 1880 DEPORTIERT 1943 THERESIENSTADT ERMORDET IN AUSCHWITZ                      | Rottendorfer Straße 23 ⊙     | Franziska Lonnerstädter, geborene Vogel (1880–1943/45) Biografie |
|              | HIER WOHNTE KARL ANTON LONNERSTÄDTER JG. 1882 DEPORTIERT 1943 THERESIENSTADT ERMORDET IN AUSCHWITZ                                | Rottendorfer Straße 23 ⊙     | Karl Anton Lonnerstädter (1882–1943/45) Biografie |
|              | HIER WOHNTE ANNELORE REIS GEB. EHRENBACHER JG. 1920 FLUCHT 1939 ENGLAND 1941 USA                                                  | Max-Reger-Straße 10 Standort | Annelore Reis (1920–2005) Biografie |
|              | PATER ENGELMAR HUBERT UNZEITIG CMM JG. 1911 VERHAFTET 1941 REGIMEKRITISCHE PREDIGTEN DACHAU TOT 2.3.1945                          | Mariannhillstraße 1 ⊙        | Engelmar Hubert Unzeitig CMM, geboren am 1. März 1911 in Greifendorf bei Zwittau, studierte in Würzburg Philosophie und Theologie. Wegen seines Eintretens für die Juden wurde er verhaftet und ins KZ Dachau überstellt, wo er sich bei aufopferungsvoller Krankenpflege tödlich infizierte. Engelmar Hubert Unzeitig verlor dort am 2. März 1945 sein Leben. 2016 wurde Unzeitig seliggesprochen. Biografie |

## Verlegedaten
Bis Ende 2019 wurden alle Stolpersteine in Würzburg vom Künstler Gunter Demnig persönlich verlegt.
- 26. Januar 2010: Keesburgstraße 20
- 28. Juni 2011: Mariannhillstraße 1
- 9. November 2012: Hofmeierstraße 9
- 17. Juni 2013: Max-Reger-Straße 10 (Else und Annemarie Ehrenbacher)
- 18. Juni 2013: Rottendorfer Straße 23, Sandbergerstraße 1
- 1. Dezember 2014: Max-Reger-Straße 10 (Annelore Reis, Hans-Heinz Ehrenbacher)
- 10. Februar 2015: Heimgartenweg 18
- 5. April 2019: Friesstraße (vor der Franz-Oberthür-Schule)
- 24. September 2019: Sanderrothstraße 15
- 28. November 2022: Keesburgstraße 23